# مايك هول (كرة سلة)
مايك هول (بالإنجليزية: Mike Hall)‏ مواليد 5 يونيو 1984 في شيكاغو، هو لاعب كرة سلة أمريكي بدأ مسيرته الاحترافية في سنة 2006 ويحمل الرقم 1. يبلغ طوله 6 قدم 8 بوصة (2.0 م).

## فرق لعب لها
- واشنطن ويزاردز
- أولمبيا ميلانو
- بالونكيستو فوينلابرادا

## روابط خارجية
- مايك هول على موقع إن بي أي (الإنجليزية)
- مايك هول على موقع سبورتس رفرنس (الإنجليزية)
- مايك هول على موقع الدوري الإسباني لكرة السلة (الإسبانية)
- مايك هول على موقع كرة السلة الأوروبية.كوم (الإنجليزية)
- مايك هول على موقع كلية كرة السلة في سبورتس رفرنس.كوم (الإنجليزية)
- مايك هول على موقع ريلجم (الإنجليزية)
- مايك هول على موقع بروبوليرز (الإنجليزية)
- مايك هول على موقع سبورتس رفرنس (الإنجليزية)
- مايك هول على موقع سبورتس رفرنس (الإنجليزية)